# Carrer Floridablanca (Rubí)
El Carrer Floridablanca és un carrer del municipi de Rubí (Vallès Occidental). Un conjunt dels edificis d'aquesta via està protegit com a bé cultural d'interès local.

## Conjunt protegit
El conjunt protegit es tracta d'edificacions adossades de planta baixa i un pis a les dues bandes del carrer Floridablanca sobre parcel·les de 4-4'5 metres d'amplada i una llargada mitjana de 24 metres, molt propera a les de la part baixa del nucli. La composició respon a criteris tradicionals amb dos eixos i l'accés lateral a vegades protegit per la llosa del balcó. Hi ha algunes intervencions posteriors a les plantes baixes que malmeten una mica el conjunt, però la seva longitud li dona prou força en l'ambient del carrer.
Tot i que el desenvolupament de l'àrea es produeix a partir del primer quart del segle xx, la parcel·lació d'aquestes cases sembla més antiga: hi ha una línia recta de 200 metres formada pels límits interiors de les parcel·les i per les façanes banda sud del carrer de la Mare de Déu del Pilar. A més de la valoració històrica és important destacar la relació d'aquestes cases com a fons escenogràfic de les grans torres dels indians del carrer Xile i el seu emplaçament al final de la pujada del carrer Sant Josep.

## Història
El barri es desenvolupa a partir de l'expansió del poble cap a l'est, al començament del segle xx, en el context del desenvolupament de la plana de Can Bertran. El nom prové de la masia de can Bertran, antiga can Serra del Padró, un nom que ja es troba el 1172. Estava situada a la part alta de la vila en una cruïlla de camins i les seves propietats s'estenien gairebé per tot el nucli antic de la població: des del carrer Mn. Cinto Verdaguer fins al de Sant Cugat, passant pel de Sant Antoni, Sant Gaietà, Torrrent de l'Alber (el pont que el creuava prop de Can Cirereta portava el nom de la masia), Sant isidre i carrer Fondo.
Recentment s'ha enderrocat sense documentar, la situada al carrer Floridablanca 1-3, un habitatge només en planta baixa en el que destacava la decoració de la seva façana amb obertures amb un arc rebaixat i un esgrafiat continu que fa de cornisa, un ràfec sobre mènsules decoratives. A partir de les restes dels mosaics hidràulics deixats per l'empresa de demolicions, l'interior era de una qualitat semblant a la de la seva façana. Una altra pèrdua a destacar a és la del jardí que donava a la cruïlla del carrer Sant Josep i carrer Nou.